# Ледбитер, Чарлз Уэбстер
Чарлз Уэбстер Ледбитер (англ. Charles Webster Leadbeater; 16 февраля 1854, Стокпорт, Англия — 1 марта 1934, Перт, Австралия) — член Теософского общества, масон, один из основателей Либеральной католической церкви, епископ, писатель.

## Биография
Чарлз Уэбстер Ледбитер родился 16 февраля 1854 года в Стокпорте, Чешир. Его родители: отец — Чарлз Ледбитер (старший), мать — Эмма Ледбитер (в девичестве Морган). В 1861 году семья переехала в Лондон, где отец работал клерком по железнодорожному снабжению. Чарлз Ледбитер-старший умер от туберкулёза в 1862 году, а в 1866 году разорился банк, в котором хранились накопления семьи Ледбитеров. По этой причине после окончания средней школы Чарлз был вынужден идти работать клерком. Вечерами он занимался самообразованием, изучая иностранные языки: французский, латынь и греческий. Он также увлёкся астрономией и приобрёл для наблюдения ночного неба 12-дюймовый зеркальный телескоп.
Дядя Ледбитера (зять его отца) Уильям Вулф Кейпс, был известным англиканским священником. Не без помощи дяди Чарлз был в 1879 году посвящён в сан англиканского священника в Фарнхэме епископом Винчестера. В 1881 году они вдвоём с матерью жили в коттедже, который построил дядя, в Брэмшоте, где Чарлз был зарегистрирован как «викарий округа Брэмшот».
Он был активным священником, преподавателем и воспитателем, которого в мемуарах Мэтли вспоминали как умного, весёлого и добросердечного человека. В это время Ледбитер начал проявлять активный интерес к спиритизму, посещая сеансы медиума Уильяма Эглинтона. После смерти матери в 1882 году Чарлз поделил свой коттедж с викарием Кэтрайтом.

### Вступление в Теософское общество

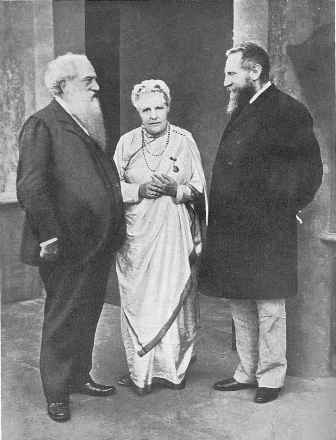
Олкотт, Безант и Ледбитер (справа) в Адьяре, (1905).

Интерес Ледбитера к оккультизму особенно вырос после прочтения «Оккультного мира» А. П. Синнетта, и 21 ноября 1883 года он подписал своё заявление-анкету, чтобы присоединиться к Теософскому обществу. В 1884 году он познакомился с Е. П. Блаватской во время её пребывания в Лондоне.
С помощью Блаватской 31 октября 1884 года Ледбитер получил письмо махатмы Кут Хуми, который сообщил о своём согласии принять его учеником и порекомендовал отправиться в Индию немедленно. В декабре 1884 года Ледбитер вместе с Блаватской прибыл в Адьяр.
В период с 1884 по 1888 год Ледбитер был секретарём Теософского общества и помощником Г. С. Олкотта. В это же время он прошёл курс медитативной практики, которая «пробудила в нём ясновидение». Позднее Ледбитер писал, как учитель содействовал раскрытию его оккультных способностей, которые позволили ему пользоваться астральным зрением, в то же время сохраняя полное сознание в физическом теле. Только после этого он получил возможность проводить оккультные исследования и описывать их результаты в своих книгах.

### Директор школы на Цейлоне
Основатели Теософского Общества Е. П. Блаватская и Г. C. Олкотт во время их визита в 1880 году на Цейлон прошли через ритуал принятия буддийской веры. Когда Блаватская и Ледбитер, плывя в Индию, остановились в конце 1884 года в Коломбо, она спросила его, не хочет ли он последовать их (основателей) примеру, пояснив, что открытое принятие христианским священником буддизма убедит и индусов, и буддистов в честности его намерений и позволит более эффективно работать среди них для теософии. Ледбитер вспоминал позже:

Я ответил, что испытываю величайшее почтение к Господу Будде и всем сердцем принимаю его учение, так что для меня будет большой честью вступить в ряды его последователей, если это можно будет сделать, не отрекаясь от христианской веры, в которой я был крещён. Она уверила меня, что такого отречения от меня требовать не будут, и что между буддизмом и истинным христианством несовместимости нет.

В 1885 году Ледбитер помогал Олкотту в его работе по возрождению буддизма в Бирме, а также на Цейлоне, где он основал английскую буддийскую школу. Эта школа, в которой Ледбитер был первым директором, стала центром будущего Ананда Колледжа, который сейчас насчитывает более семи тысяч студентов.

### Возвращение в Англию

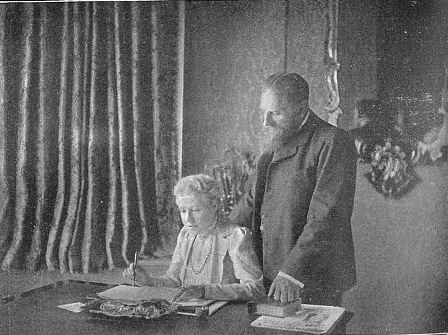
А. Безант и Ч. Ледбитер в Лондоне (1901)

В конце XIX века Лондон был мировым интеллектуальным центром: Соединённые Штаты ещё не получили статуса мировой державы, в отличие от Британской империи. В свою очередь, английская секция Теософского общества, имея в своём составе таких членов, как физик сэр Уильям Крукс, натуралист Альфред Рассел Уоллес, поэт сэр Эдвин Арнольд и др., была интеллектуальным центром Лондона.
В 1889 году Синнетт попросил Ледбитера вернуться в Англию, чтобы обучать его сына Денни и Джорджа Арундейла. Тот согласился и взял с собой одного из учеников — Джинараджадасу. Несмотря на то что Ледбитер жил очень бедно, ему удалось подготовить к поступлению в Кембриджский университет и Арундейла, и Джинараджадасу. Они оба в конечном счёте стали президентами Теософского общества.
По утверждению Джинараджадасы, после того как Ледбитер провёл некоторые оккультные исследования, в мае 1894 года он выполнил своё первое чтение так называемой прошлой жизни.
В это время он стал одним из наиболее известных ораторов Теософского общества, а также секретарём его лондонской ложи.
Трудно объяснить, когда или почему он добавил себе семь лет: указывая в 1903 году в судовой декларации свой возраст, он написал, что ему 56 лет и что его профессия — лектор. Это было, когда он совершал лекционную поездку в Ванкувер и Сан-Франциско.
Он также утверждал, что ранее (в 1893 году) был в Сиэтле.

### Оккультные исследования

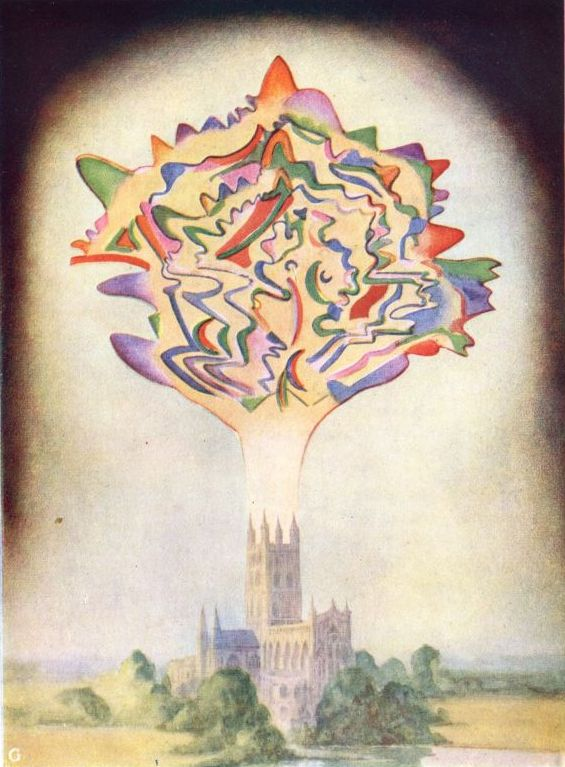
Астральная форма, созданная во время исполнения пьесы Шарля Гуно (из книги «Мыслеформы»).

Ледбитер, совместно с Анни Безант, а также самостоятельно исследовал с помощью ясновидения прошлые жизни многих членов Теософского Общества, в частности, Е. П. Блаватской, Г. С. Олкотта и У. К. Джаджа. Джинараджадаса писал, что исследовались некоторые события в жизни известных исторических фигур, таких как Гипатия, Джордано Бруно, Савонарола, Фрэнсис Бэкон, Шекспир и др.
Много времени было уделено исследованиям в области оккультной химии: была описана структура атомов водорода, кислорода, азота и многих других химических элементов. Были исследованы на астральном плане и затем зарисованы не только проявления мыслей и эмоций человека, но и некоторые музыкальные формы.
На рубеже XIX—XX веков Ледбитер был признан одним из величайших теософских авторитетов в сфере психических и оккультных явлений.

### Обвинения в аморальности
В феврале 1906 года Анни Безант получила письмо от Элен Деннис, секретаря Эзотерической секции Теософского Общества в США, датированное 25 января 1906 года. Это была, по сути дела, коллективная жалоба группы американских теософов, в том числе и самой Элен Деннис, на не только неблаговидные, по их мнению, но и представляющие прямую угрозу нравственному и физическому здоровью нескольких мальчиков — детей упомянутых теософов — рекомендации, которые им давал Ледбитер. Как позже выяснилось, Ледбитер порекомендовал подросткам известный человечеству с незапамятных времён способ снятия психофизиологического напряжения, характерного для пубертатного возраста. Тиллет писал, что советы, данные Ледбитером, по современным стандартам не кажутся ни безнравственными, ни опасными, но, как оказалось, представления викторианской эпохи сохранились и в XX веке.
Для рассмотрения обвинений против Ледбитера Г. С. Олкотт собрал 16 мая 1906 года в Лондоне Консультативный Совет из представителей международных секций Теософского Общества. В письме к Безант Ледбитер сообщил, когда всё закончилось:

После двух часов обсуждения и перекрёстного допроса, и затем полутора часов бурных дебатов, при которых я не присутствовал, Совет рекомендовал Олкотту принять отставку, прошение о которой я подал ему ранее; он так и сделал.

### Возвращение в Теософское Общество
26 декабря 1908 года Генеральный совет Теософского Общества, обсудив вопрос о восстановлении Ледбитера, принял резолюцию о том, что каждый член Общества обладает неприкосновенной свободой мысли по всем вопросам философии, религии и этики и правом руководствоваться своей собственной совестью во всех таких вопросах, не подвергая таким образом опасности свой статус члена Общества. В связи с этим Генеральный совет решил:

Согласно этому подтверждению индивидуальной ответственности каждого члена Общества за его собственные мнения, Генеральный совет объявляет, что нет никакой причины, препятствующей м-ру Ч. У. Ледбитеру возвратиться, если он желает, к месту его работы в Обществе, которое он имел в прошлом.

Ледбитер вернулся в Адьяр 10 февраля 1909 года и снова занял ту же самую восьмиугольную комнату.

### Открытие Кришнамурти

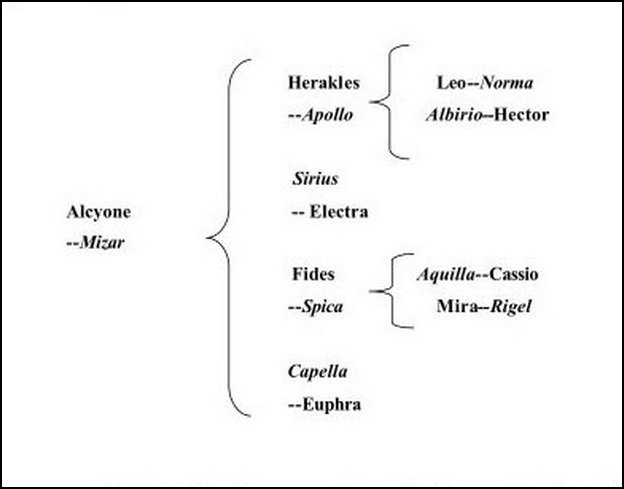
Диаграмма из книги «Жизни Алкиона»

Эрнест Вуд, личный секретарь Ледбитера в 1909—1914 годах, пишет, что вскоре после начала их совместной работы в Адьяре они обратили внимание на живших по соседству мальчиков, которые часто играли невдалеке. Некоторые из них имели обыкновение приходить к морю после школы и смотреть, как Ледбитер и Вуд купаются. Среди них были Джидду Кришнамурти и его брат Нитьянанда. Ледбитер был удивлён необычно чистой аурой Кришнамурти и, получив у его отца разрешение изучить прошлые жизни мальчика, начал исследовать, кем он был в своей предыдущей жизни. Именно после этих исследований были опубликованы «Жизни Алкиона». Вуд писал о работе Ледбитера так:

«Жизни» были исследованы в его небольшой восьмиугольной комнате внизу, около реки в Адьяре. Он выполнил 28 из них, и м-с Безант — 2. Я сидел за столом, а он обычно ходил по комнате, частично сохраняя бодрствование во время сосредоточения на других планах, когда физическое тело пассивно. Он ходил, рассказывая, что он мог увидеть, что он наблюдал и видел, чтобы записать это. Он делал по одной «жизни» каждую ночь.

В полном объёме (48 жизней) книга вышла в 1924 году. Авторы исследовали прошлые жизни людей (не менее двухсот человек), так или иначе связанных с Теософским Обществом, в том числе, и свои прошлые жизни.

### Масонство и Либеральная католическая церковь

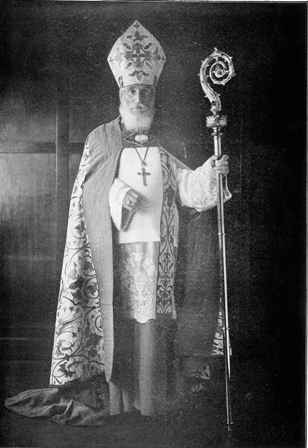
Ледбитер в епископальном облачении. Сидней (1925).

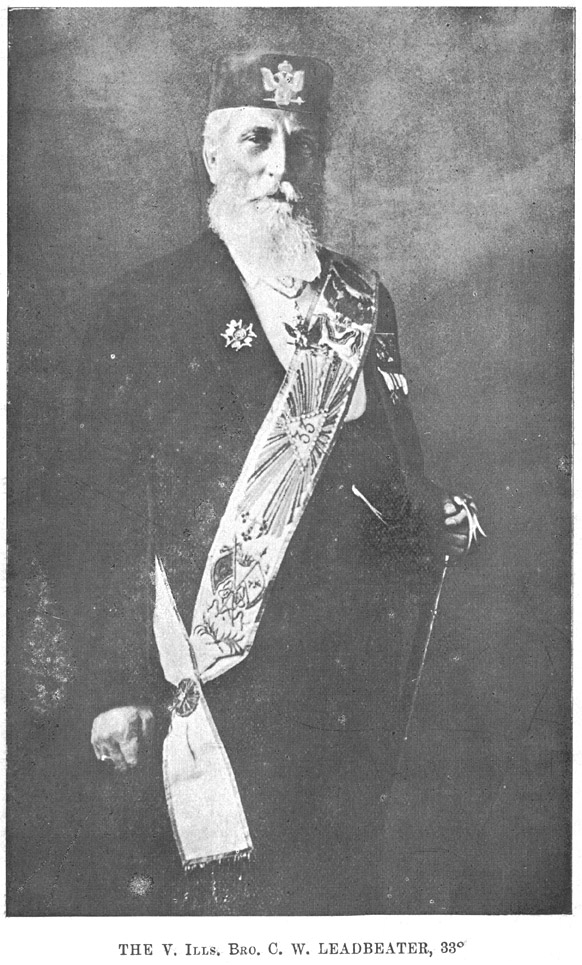
Ледбитер в облачении 33-й степени Древнего и Принятого Шотландского Устава.

В 1914 году Ледбитер отправился в Сидней (Австралия). В течение нескольких лет он проводил ясновидческие исследования оккультной стороны церковной службы и других церемоний. Он пришёл к выводу, что христианские таинства были разработаны специально с целью высвобождения и умножения духовной силы.
В 1915 году к нему присоединился Джеймс Веджвуд, теософ, масон и активный приверженец обрядности. В том же году Веджвуд посвятил его в масоны. Позже Ледбитер изложил свои представления о масонстве в книгах «Жизнь, скрытая в масонстве» (1926) и «Краткая история масонства» (1926).
В июле 1916 года Ледбитер был рукоположён в епископы Либеральной католической церкви её первым президент-епископом Веджвудом. Ледбитер полагал, что новая церковь была воплощением идей Учителя Ракоци, и утверждал, что был в прямом психическом контакте с ним. Он и Веджвуд провели много времени, обсуждая различные изменения литургии, организации и доктрины их церкви, затем Ледбитер представлял итоги их обсуждения Учителю Ракоци для окончательного решения. Ледбитер также утверждал, что его работа для Либеральной католической церкви была одобрена Учителем Кут Хуми.
Ледбитер был президент-епископом Либеральной католической церкви с 1923 года и оставался им до дня его смерти — 1 марта 1934 года.

## Критика
По мнению Роберта Эллвуда, Ледбитер был проповедником и рассказчиком, а не философом или учёным. Чтобы убедить читателя или слушателя, он «рисовал словами картины», рассказывая истории и мифы, — об Иерархии, Учителях, духовных планах, жизни после смерти — для него это было истиной, и в это вполне можно было поверить. У него нет ничего общего с «впечатляющим комплексом из сравнительной мифологии, философии и науки, присущим великим произведениям Блаватской», нет ни одного из тех «тонких намёков на многомерность истины», которые придают глубину её трудам.
Е. И. Рерих, всегда выступавшая как последовательный и бескомпромиссный критик сочинений Ч. У. Ледбитера, назвавшая его «злым гением теософского движения», дала такое объяснение своему отношению к нему:

Ледбитер был очень вреден [в силу своего психизма, развитого за счёт духовности. Великие Учителя хотели обезвредить его, удержав его некоторое время вблизи ауры г-жи Блаватской. После её смерти он] втёрся в доверие и дружбу г-жи Безант и стал её чёрным гением. На его совесть нужно отнести большинство её тяжких заблуждений. Низший психизм в соединении с патологически извращённой натурой и нечестностью расцвели в махровый букет самых безвкусных и лживых изложений.

## Древние карты

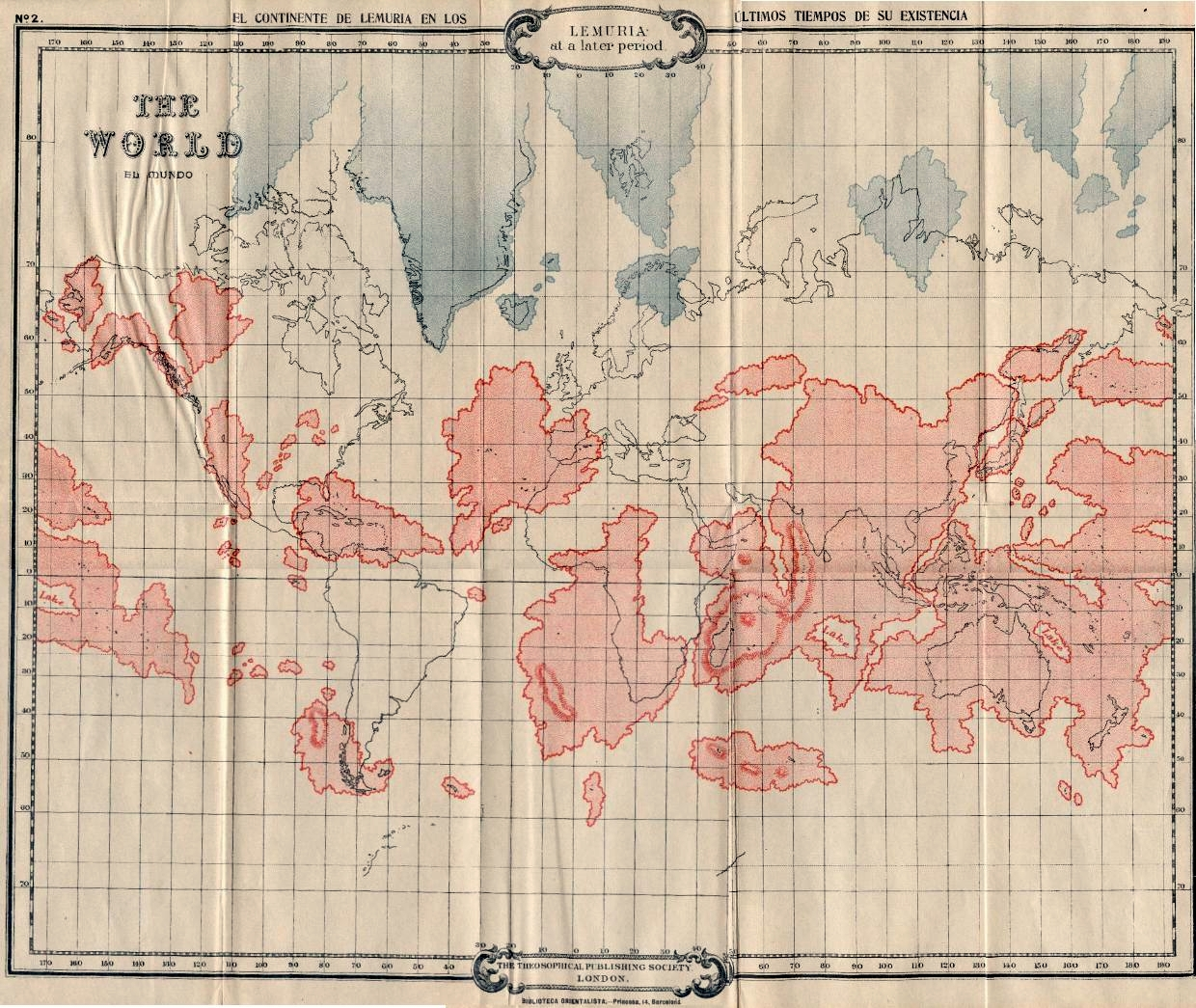
Карта Лемурии (красные очертания) на фоне современных континентов; на севере синим показаны остатки Гипербореи (из книги Уильяма Скотт-Эллиота «Лемурия — исчезнувший континент»)

Ч. Джинараджадаса писал, что географические карты Лемурии и Атлантиды, которые Уильям Скотт-Эллиот опубликовал в книгах «Лемурия — исчезнувший континент» и «История Атлантиды», были скопированы Ледбитером с оригиналов, хранящихся в Тибетском оккультном музее махатм.

### Комментарии
1. ↑  Роберт Эллвуд писал: «Чарлз Ледбитер был видным теософским писателем, лектором и преподавателем. В сравнении с иной теософской литературой его книги пользуются наибольшей популярностью; на западный оккультизм, включая движение нью-эйдж, он оказал влияние, прямое или косвенное, как никто другой и в своё время, и после себя»[3].
2. ↑  «This date of birth was given in the English census of 1861, 1871 and 1881»[4].
3. ↑  Данные переписи населения Великобритании 1861 года.
4. ↑  Данные переписи населения Великобритании 1881 года.
5. ↑  «Идея ясновидения, способности видеть вещи, которые скрыты от обычного зрения, но являются основой для понимания реальности, — это ключ к доктрине и теософскому стилю Ледбитера»[3].
6. ↑  Трёх Прибежищ и Пяти Правил.
7. ↑  Ледбитер был принят в Лондонскую Ложу Т.О. 21 февраля 1884 года, одновременно с профессором Круксом[3].
8. ↑  Джордж Арундейл[англ.] (1878—1945) — третий президент Теософское общество Адьяр
Чуруппумулладж Джинараджадаса (1875—1953) — четвёртый президент Теософского общества (Адьяр).
9. ↑  San Francisco Passenger Lists 1893—1953.
10. ↑  Новую дату рождения — 17 февраля 1847 года — Ледбитер указал в переписи 1891 года[4]. В своём «Кратком очерке теософии» он многозначительно заметил: «Пока мы не освободимся от этой огромной иллюзии, что наше тело и есть мы сами, оценить истинные факты нам будет и вовсе невозможно»[17].
11. ↑  См. Рукоблудие.
Ариэль Санат (автор книги «The inner life of Krishnamurti») писал: «He (Leadbeater) had presumably seen the auras of some of these boys clairvoyantly, & could see that a physical release without sexual visualization would be healthier in their cases, than for them to pursue the latter. Or, alternatively, they could go to prostitutes, which was then, as now, common everywhere»[23].
12. ↑  Беседу Ледбитера с мальчиками можно было бы считать неприемлемой, например, с позиций «Пратимокши», но ни он, ни его собеседники не были буддийскими монахами.
13. ↑  «Алкион женился на Мицар, и у них было четверо детей — два сына, Геракл и Фидес, и две дочери, Сириус и Капелла...»[20].
14. ↑  «The Theosophist», 1910—1911 (30 жизней).
15. ↑  Использовались псевдонимы: каждое Эго, воплощения которого прослеживались, получало условное имя — из названий созвездий, звёзд или имён античных и восточных богов и героев; в генеалогических диаграммах псевдонимы Эго, получивших мужские тела были напечатаны прямым шрифтом (например, в главе «Жизнь I»: Алкион), женские — курсивом (в главе «Жизнь VI»: Алкион).
16. ↑  Результаты многолетних исследований в этой области Ледбитер изложил в своей книге «Наука священнодействий» (1920)[26].
17. ↑  См. Рерих Е. И. «Письма», том 2, стр. 104[31]
18. ↑  Цит. Рерих Е. И. «Письма», том 2, стр. 322[31]